# Kate Oldham
Kate Oldham (* 27. April 2002) ist eine US-amerikanische Skilangläuferin.

## Werdegang
Oldham nahm im Dezember 2018 in West Yellowstone erstmals an der US Super Tour teil, wobei sie den 32. Platz im Sprint errang. Bei den Junioren-Skiweltmeisterschaften 2022 in Lygna kam sie auf den 27. Platz im 15-km-Massenstartrennen, auf den 15. Rang im Sprint sowie auf den fünften Platz mit der Staffel und bei den  U23-Weltmeisterschaften 2023 in Whistler auf den 41. Platz im Sprint sowie auf den 40. Rang über 10 km Freistil. In der Saison 2024/25 wurde sie in Anchorage US-amerikanische Meisterin über 10 km Freistil und nahm in Engadin erstmals am Skilanglauf-Weltcup teil, wobei sie mit dem 19. Platz im Sprint ihre ersten Weltcuppunkte holen konnte. Bei den U23-Weltmeisterschaften 2025 in Schilpario belegte sie den 12. Platz über 10 km Freistil, den zehnten Rang im Sprint und den neunten Platz mit der Mixed-Staffel.

## Siege bei Continental-Cup-Rennen
| Nr. | Datum          | Ort         | Disziplin      | Serie         |
| --- | -------------- | ----------- | -------------- | ------------- |
| 1.  | 2. Januar 2025 | Anchorage 1 | 10 km Freistil | US Super Tour |